# Mehl-Mülhens-Rennen
La Mehl-Mülhens-Rennen (aussi appelée 2000 guinées allemandes) est une course catégorisée groupe II se disputant annuellement sur l'hippodrome de Cologne. Ouverte aux poulains de trois ans sur une distance de 1600 mètres, c'est le pendant masculin des 1000 guinées allemandes, et l'équivalent allemand de la Poule d'essai des poulains et des 2000 Guinées,,.

## Histoire
Fondée en 1871, la même année que les 1000 guinées allemandes, alors baptisée en hommage à la famille allemande Henckel von Donnersmarck. Disputée d'abord à Berlin sur 2000 mètres, la course est raccourcie à 1600 mètres en 1904. En 1986, l'épreuve est déplacée à Cologne, et renommée en hommage à Maria Mehl-Mülhens, ancienne propriétaire du Haras allemand Gestüt Rottgen.

## Palmarès
| Année | Vainqueur       | Pays        | Père              | Jockey              | Entraîneur            | Propriétaire                    | Temps   |
| ----- | --------------- | ----------- | ----------------- | ------------------- | --------------------- | ------------------------------- | ------- |
| 2025  | Matilda         | Allemagne   | Soldier Hollow    | Frida Valle Skar    | Yasmin Almenrader     | V. Kaufling                     | 1'33"89 |
| 2024  | Devil's Point   | Royaume-Uni | New Bay           | Silvestre de Sousa  | David Menuisier       | Clive Washbourn                 | 1'35"08 |
| 2023  | Angers          | France      | Seabhac           | Andrea Atzeni       | Mario Baratti         | Uranie, Pegase Bloodstock & al. | 1'33"83 |
| 2022  | Maljoom         | Royaume-Uni | Caravaggio        | Stevie Donohoe      | William Haggas        | Ahmed Al Maktoum                | 1'35"85 |
| 2021  | Mythico         | Allemagne   | Adlerflug         | Rene Piechulek      | Jean-Pierre Carvalho  | Stall TMB                       | 1:36.63 |
| 2020  | Fearless King   | Allemagne   | Kingman           | Rene Piechulek      | Sarah Steinberg       | Stall Salzburg                  | 1:34.85 |
| 2019  | Fox Champion    | Royaume-Uni | Kodiac            | Oisin Murphy        | Richard Hannon Jr.    | King Power Racing Co Ltd        | 1:37.87 |
| 2018  | Ancient Spirit  | Allemagne   | Invincible Spirit | Filip Minarik       | Jean-Pierre Carvalho  | Stall Ullmann                   | 1:34.98 |
| 2017  | Poetic Dream    | Allemagne   | Poet's Voice      | Eduardo Pedroza     | Andreas Wöhler        | Jaber Abdullah                  | 1:34.83 |
| 2016  | Knife Edge      | Royaume-Uni | Zoffany           | Ryan Moore          | Marco Botti           | Coolmore                        | 1:34.33 |
| 2015  | Karpino         | Allemagne   | Cape Cross        | Oisin Murphy        | Andreas Wöhler        | Pearl Bloodstock Ltd            | 1:34.01 |
| 2014  | Lucky Lion      | Allemagne   | High Chaparral    | Ioritz Mendizabal   | Andreas Lowe          | Gestut Winterhauch              | 1:35.17 |
| 2013  | Peace at Last   | France      | Oasis Dream       | Fabrice Véron       | Henri-Alex Pantall    | Guy Heald                       | 1:36.08 |
| 2012  | Caspar Netscher | Allemagne   | Dutch Art         | Shane Kelly         | Alan McCabe           | Charles Wentworth               | 1:34.40 |
| 2011  | Excelebration   | Royaume-Uni | Exceed And Excel  | Adam Kirby          | Marco Botti           | Giuliano Manfredini             | 1:36.20 |
| 2010  | Frozen Power    | Allemagne   | Oasis Dream       | Frankie Dettori     | Mahmood Al Zarooni    | Godolphin                       | 1:36.69 |
| 2009  | Irian           | Allemagne   | Tertullian        | Filip Minarik       | Jens Hirschberger     | Gestüt Schlenderhan             | 1:35.87 |
| 2008  | Precious Boy    | Allemagne   | Big Shuffle       | Adrie de Vries      | Waldemar Hickst       | Gestüt Park Wiedingen           | 1:37.13 |
| 2007  | Aviso           | Allemagne   | Tertullian        | Terence Hellier     | Jens Hirschberger     | Gestüt Schlenderhan             | 1:36.68 |
| 2006  | Royal Power     | Allemagne   | Xaar              | Chris Catlin        | Mick Channon          | Jaber Abdullah                  | 1:38.04 |
| 2005  | Santiago        | Allemagne   | Highest Honor     | Andreas Boschert    | Uwe Ostmann           | Gestüt Hof Vesterberg           | 1:41.31 |
| 2004  | Brunel          | Royaume-Uni | Marju             | Darryll Holland     | William Haggas        | Highclere X                     | 1:36.30 |
| 2003  | Martillo        | Allemagne   | Anabaa            | William Mongil      | Ralf Suerland         | Gestüt Höny-Hof                 | 1:39.62 |
| 2002  | Dupont          | Royaume-Uni | Zafonic           | Darryll Holland     | William Haggas        | Wentworth Racing Ltd            | 1:34.32 |
| 2001  | Royal Dragon    | Allemagne   | Danehill          | Andrasch Starke     | Andreas Schütz        | Gestüt Park Wiedingen           | 1:34.89 |
| 2000  | Pacino          | Royaume-Uni | Zafonic           | Paul Eddery         | Saeed bin Suroor      | Godolphin                       | 1:36.12 |
| 1999  | Sumitas         | Allemagne   | Lomitas           | Andreas Suborics    | Peter Schiergen       | Georg von Ullmann               | 1:36.25 |
| 1998  | Tiger Hill      | Allemagne   | Danehill          | Billy Newnes        | Peter Schiergen       | Georg von Ullmann               | 1:33.85 |
| 1997  | Air Express     | Allemagne   | Salse             | Brett Doyle         | Clive Brittain        | Mohamed Obaida                  | 1:36.75 |
| 1996  | Lavirco         | Allemagne   | Königsstuhl       | Torsten Mundry      | Peter Rau             | Gestüt Fährhof                  | 1:39.85 |
| 1995  | Manzoni         | Allemagne   | Solarstern        | Torsten Mundry      | Andreas Wöhler        | Gestüt Hof Heidendom            | 1:33.71 |
| 1994  | Royal Abjar     | Allemagne   | Gone West         | Willie Ryan         | Andreas Wöhler        | Jaber Abdullah                  | 1:33.17 |
| 1993  | Kornado         | Allemagne   | Superlative       | Andre Best          | Bruno Schütz          | Stall Granum                    | 1:36.39 |
| 1992  | Platini         | Allemagne   | Surumu            | Mark Rimmer         | Bruno Schütz          | Stall Steigenberger             | 1:36.31 |
| 1991  | Flying Brave    | Royaume-Uni | Persian Bold      | John Reid           | John Dunlop           | Aubrey Ison                     | 1:37.88 |
| 1990  | Mandelbaum      | Allemagne   | Königsstuhl       | Alan Freeman        | Uwe Ostmann           | Stall Steigenberger             | 1:37.10 |
| 1989  | Turfkönig       | Allemagne   | Anfield           | Olaf Schick         | Uwe Ostmann           | Günter Merkel                   | 1:36.18 |
| 1988  | Alkalde         | Allemagne   | Königsstuhl       | Manfred Hofer       | Peter Lautner         | Gerda Poorten                   | 1:35.80 |
| 1987  | Kondor          | Allemagne   | Cagliostro        | José Orihuel        | Hein Bollow           | Ilse Ramm                       | 1:37.20 |
| 1986  | Philipo         | Allemagne   | Prince Ippi       | Dave Richardson     | Hartmut Steguweit     | Stall Surinam                   | 1:36.30 |
| 1985  | Lirung          | Allemagne   | Connaught         | Georg Bocskai       | Heinz Jentzsch        | Gestüt Fährhof                  | 1:39.50 |
| 1984  | Soto Grande     | Allemagne   | Kaiseradler       | Peter Remmert       | Adolf Wöhler          | Stall Margarethe                | 1:40.60 |
| 1983  | Nandino         | Allemagne   | Experte           | Bruce Raymond       | Heinz Hesse           | Gestüt Etzean                   | 1:46.50 |
| 1982  | Tombos          | Allemagne   | Caracol           | Georg Bocskai       | Heinz Jentzsch        | Gestüt Fährhof                  | 1:42.10 |
| 1981  | Orofino         | Allemagne   | Dschingis Khan    | Peter Alafi         | Sven von Mitzlaff     | Gestüt Zoppenbroich             | 1:41.10 |
| 1980  | Wauthi          | Allemagne   | Authi             | Heinz-Peter Ludewig | Theo Grieper          | Gestüt Röttgen                  | 1:37.70 |
| 1979  | Königsstuhl     | Allemagne   | Dschingis Khan    | Peter Alafi         | Sven von Mitzlaff     | Gestüt Zoppenbroich             | 1:41.70 |
| 1978  | Limbo           | Allemagne   | Pentathlon        | Georg Bocskai       | Oskar Langner         | Stall Ittlingen                 | 1:40.80 |
| 1977  | Ziethen         | Allemagne   | Tajo              | Dave Richardson     | Theo Grieper          | Stall Moritzberg                | 1:43.10 |
| 1976  | Swazi           | Allemagne   | Herero            | Joan Pall           | Heinz Jentzsch        | Gestüt Schlenderhan             | 1:38.50 |
| 1975  | Kronenkranich   | Allemagne   | Stupendous        | Harro Remmert       | Sven von Mitzlaff     | Stall Moritzberg                | 1:38.10 |
| 1974  | Lord Udo        | Allemagne   | Utrillo           | Edward Hide         | Theo Grieper          | Gestüt Röttgen                  | 1:37.50 |
| 1973  | Flotow          | Allemagne   | Orsini            | A. J. Reid          | Arthur-Paul Schlaefke | Madame W. Richter               | 1:36.50 |
| 1972  | Caracol         | Allemagne   | Tanerko           | Oskar Langner       | Sven von Mitzlaff     | Gestüt Fährhof                  | 1:36.70 |
| 1971  | Widschi         | Allemagne   | Dschingis Khan    | Ron Hutchinson      | Theo Grieper          | Gestüt Röttgen                  | 1:44.10 |
| 1970  | Lombard         | Allemagne   | Agio              | Fritz Drechsler     | Heinz Jentzsch        | Gestüt Schlenderhan             | 1:42.30 |
| 1969  | Hitchcock       | Allemagne   | Waidmannsheil     | Fritz Drechsler     | Heinz Jentzsch        | Karl-Heinz Münchow              | 1:44.90 |
| 1968  | Literat         | Allemagne   | Birkhahn          | Oskar Langner       | Sven von Mitzlaff     | Gestüt Fährhof                  | 1:46.60 |

## Vainqueurs notables
- Königsstuhl (1979) : Premier et seul cheval à avoir remporté la Triple couronne allemande. Les 2000 Guinées Allemandes en 1979 sont la première étape de cette Triple couronne allemande avant le Derby allemand et le St Léger allemand.
- Excelebration (2011) : Lauréat des guinées allemandes avant d'être vendu à Coolmore et remporter le Prix du Moulin de Longchamp à trois ans et le Prix Jacques le Marois à quatre ans.